# BEST – Board of European Students of Technology
Board of European Students of Technology (BEST; slo. Združenje študentov tehnike in naravoslovja) je neprofitna mednarodna študentska organizacija. Od leta 1989 omogoča komunikacijo, povezovanje in možnost izmenjave študentov po vsej Evropi. 95 lokalnih BEST skupin (Local BEST Groups) v 33 evropskih državah ustvarja mlado in inovativno študentsko mrežo, ki skrbi za dodatno izobraževanje študentov tehnike in naravoslovja ter mednarodno povezovanje. Posebnost organizacije je, da jo na vseh nivojih sestavljajo študenti, ki delujejo prostovoljno. Sami skrbijo za vsa področja – od vodenja do marketinga, zbiranja sredstev in organizacije dogodkov. Delovanje organizacije je odprto in sledi pravilu »študenti za študente«. 
BEST sestavlja 3600 aktivnih članov, organizacija pa je prisotna na 95 evropskih univerzah. Cilj organizacije je omogočanje in promoviranje mednarodnega in medkulturnega sodelovanja med evropskimi študetni, pridobivanje sposobnosti in znanja za delo v mednarodnem okolju in vsesplošno prispevanje posameznikovi osebni rasti. Organizacija letno po vsej Evropi organiziraja različne sezonske izobraževalne tečaje (poletne, jesenke, zimske in spomladanske), kulturne izmenjave, tekmovanja inženirjev, zabavne dogodke, simpozije in še mnogo ostalih dogodkov. Člani BEST-a lahko z delom v organizaciji pridobijo znanja s področja organizacije dogodkov, vodenja, promocije, dela v skupini, javnega nastopanja, trženja, zbiranja sredstev ter tudi poznavanja tujih jezikov, predvsem angleščine.

## Struktura
Organizacijo BEST sestavljajo trije nivoji: lokalna raven, regionalna raven in mednarodna raven. 
Organizacija je sestavljena iz 95 lokalnih BEST skupin (v nadaljnjem besedilu imenovani LBG), ki delujejo na tehničnih univerzah v 33 evropskih državah. Vsaka izmed teh skupin ima svoje lokalno predsedstvo, ki ga sestavljajo študenti, člani organizacije in je izvoljeno enkrat letno. Predsedstvo odloča o vseh aktivnostih lokalne skupine (zbiranje sredstev, promocija, organizacija dogodkov, izobraževanja članov, …).
Na regionalni ravni je organizacija BEST razdeljena na 11 regij. Namen regionalne delitve je izboljšanje komunikacije med lokalnimi skupinami v regiji ter lažjo izmenjavo znanja ter izkušenj. Vsaka regija ima izvoljenega koordinatorja (Regional Advisor), ki prihaja iz ene izmed lokalnih skupin v regiji in skrbi za sodelovanje lokalnih skupin v skupnih projektih, obiske, izmenjave in povezovanje študentov. V vsaki regiji dvakrat letno poteka regijsko srečanje, ki ga po dogovoru gosti ena izmed lokalnih skupin. Na njem se srečajo člani (5 iz vsake lokalne skupine), načrtujejo skupne dogodke, ocenijo pretekle in predlagajo prihodnje dogodke ter se izobražujejo o temah, potrebnih za razvoj in vodenje organizacije.
Na najvišji ravni najdemo mednarodno strukturo, z mednarodnim vodstvom in odbori, ki usklajujejo posamezna področja, naloge in projekte BEST-a. Enkrat letno poteka generalno srečanje BEST-a, ki se ga udeležijo predstavniki vseh lokalnih skupin in ocenijo tekoče projekte ter naredijo plan za razvoj in delovanje organizacije v prihodnjem letu. Poleg tega se na predsedniškem srečanju enkrat letno sestanejo predsedniki lokalnih skupin.

### Predsedstvo
Mednarodno predsedstvo BEST-a sestavlja od 6 članov: Predsednik, blagajnik, tajnik, podpresednik za notarnje zadeve, podpresednik za zunanje zadeve in podpredsednik za podporo lokalnim skupinam. Presedstvo je izvoljeno vsako leto na generalnem srečanju. Glavna naloga mednarodnega presedstva je skrb za razvoj in mednarodno podobo ter usklajevanje delovanja lokalnih skupin. Nadzoruje tudi kakovost dogodkov, ki jih organizira BEST. 

### Mednarodni odbori
BEST ima 6 mednarodnih odborov, ki srbijo za razvoj organizacije na posameznih področjih.
1. Odbor za marketing (Marketing Committee) – ukvarja se s trženjem in odnosi z javnostmi, načrtuje marketinške strategije, skrbi za celostno podobo organizacije in ustvarja materiale, ki jih lahko uporabljajo lokalne skupine (promocijski materiali, grefični elementi, predloge, logotipi, priporočila za trženje posameznih dogodkov, …). Skrbi tudi za izobraževanje članov s področja trženja, grafičnega oblikovanja in odnosov z javnostmi.
2. Odbor za zunanje dogodke (External Events Committee) -  Planira in nadzoruje izobraževalne dogodke, namenjene študentom, ki niso člani organizacije.
3. Odbor za izobraževanje (Educational Committee) – skrbi za aktivno vključevanje BEST-a v izobraževane sisteme (odnosi z univerzami, izobraževalnimi institucijami in organizacijami v Evropi). Skrbi tudi za strategijo izobraževanja članov.
4. Odbor za informacijske tehnologije (Information Technology Committee) – ukvarja se z informacijskimi tehnologijami (IT), razvija aplikacije, interne komunikacijske sisteme, podatkovne baze ter spletne strani, potrebne za delovanje organizacije.
5. Odbor za odnose s podjetji (Corporate Relations Committee) – skrbi za strateško naravnano in dobro sodelovanje s podjetji in drugimi organizacijami ter pridobivanje sredstev. Prizadeva si za povezovanje študentov s podjetji, njihovo udeležbo na BEST-ovih karierhih sejmih in možnost praks in zaposlitev za študente.
6. Odbor za treninge  (Training Group) – skrbi za notranje izobraževanje v organizaciji z zagotavljanjem usposabljanja članov na področjih, ki jih organizacija potrebuje za delovanje (trženje, pridobivanje sredstev, informacijske tehnologije, HR, ..) ter tudi drugih koristnih področjih (vodenje projektov, skupinsko delo, javno nastopanje, …). Skrbi tudi za lastno ekipo trenerjev, ki so sposobni ta znanja kvalitetno posredovati članom.

## Dejavnosti

### BEST tečaji
Organizacija sezonskih tečajev za študente po vsej Evropi je osrednja dejavnost BEST-a. Lahko so tečaji iz področja tehnologije ali tečaji, povezani s kariernimi spretnostmi. Gre za dogodke, ki trajajo med enim ali dvema tednoma. Združujejo študente tehniških znanosti iz celotne Evrope, ki na tečaju pridobijo znanje iz določene teme. Čeprav so predmeti privlačne in inovativne narave ter združujejo različne teme iz tehnološkega izobraževanja, izobraževanje kot samo ni edini cilj teh dogodkov: skoraj tako pomembno je tudi širjenje obzorij, spoznavanje novih kultur in nabiranje poznanstev in izkušenj za prihodnost. Glavni cilj sezonskih tečajev je ponuditi študentom tehniških smeri v Evropi možnost, da izkusijo nekaj posebnega za nizke stroške.
Kvaliteta in odprtost BEST-ovih tečajev sta pomembni, saj se prav zaradi njiju BEST razlikuje od ostalih mednarodnih študentskih organizacij. Študenti iz vseh univerz, na katerih deluje BEST, se lahko prijavijo na katerokoli od že prej omenjenih dejavnosti, ne da bi pri tem postali člani BEST-a. Tako BEST zagotavlja enake storitve vsem inženirskim študentom združenih univerz. Poleg tega ima BEST tudi notranje standarde kakovosti, ki so potrebni, da se tečaj izvede. Tečaje organizirajo lokalne skupine, ki poskrbijo tudi za nastanitev, prehrano, kulturne aktivnosti in zanimiv akademski program. Udeleženec tečaja tako sam pokrije le potne stroške. Skoraj vsaka lokalna skupina organizira en tečaj letno, kar zagotavlja bogato paleto dogodkov.

### Tekmovanje EBEC
EBEC (angleško European BEST Engineering Competition) je študentsko inženirsko tekmovanje, ki se vsako leto odvija na 87 tehniških univerzah v Evropi (v Sloveniji sodelujeta Univerza v Ljubljani in Univerza v Mariboru). Organizirajo ga lokalne BEST skupine in velja za največje študetsko tekmovanje v Evropi. Leta 2014 na njem sodeluje 6500 študentov. Tekmovanje je sestavljeno iz treh nivojev: lokalna raven, regionalna raven in evropski finale. Zmagovalec posameznega nivoja se uvrsti na naslednjo raven tekmovanja.
Tekmovanje poteka v skupinah, sestavljenjih iz štirih študentov. Ekipe lahko tekmujejo v dveh kategorijah: Team Design (skupinsko načrtovanje), kjer morajo prikazati praktične sposobnosti ob sestavljanju naprave, ki opravi določeno nalogo, ali Case Study (študija primera), kjer je potrebno predstaviti teoretično rešitev za zadan problem. Tekmovalci v obeh kategorijah imajo na razpolago omejen čas in material.

## Zgodovina
Ideja o BEST-u je bila rojena maja 1987, v Stockholmu (Švedska), med evropsko konferenco študentov fizike in matematike. Rezultat konference je bila ideja, da se organizira internacionalen teden vsake pol leta v različnih državah, s čimer bi se krepilo sodelovanje med evropskimi študenti. Drugi internacionalni teden se je odvijal v Grenoblu (Francija, marec 1988). To srečanje ni vključevalo le študentov fizike in matematike, ampak tudi študente iz drugih področij.

## Lokalne BEST skupnosti v Sloveniji

### BEST Maribor
Lokalna BEST skupina Maribor je del mednarodne organizacije BEST. Je neprofitna in nepolitična študentska organizacija, ki deluje na področju študentskega prostovoljstva. Skupina BEST Maribor študentom Univerze v Mariboru omogoča mednarodno udejstvovanje na mnogih dogodkih po vsej Evropi.
BEST Maribor je s svojim delovanjem pričel leta 2001 kot organizacijska enota Študentske organizacije Univerze v Mariboru (ŠOUM). Leta 2003 je na Generalni skupščini BEST-a v Belgiji postal polnopraven član mednarodne organizacije. Ob podpori oddelka za mednarodno sodelovanje ŠOUM iz leta v leto veča prepoznavnost organizacije in širi krog aktivnosti za mednarodne in domače študente v Mariboru.
Trenutno BEST Maribor sestavlja 30 aktivnih članov, ki delujejo prostovoljno in s svojo motivacijo organizirajo mnogo uspešnih mednarodnih in domačih projektov z namenom izobraževanja, druženja in spoznavanja novih kultur ter prijateljstev.
BEST Maribor vsako leto organizira dva velika dogodka - lokalno inženirsko tekmovanje EBEC Maribor, namenjeno študentom Univerze v Mariboru in mednarodni sezonski tečaj na tehnološko temo, manenjen tujim študentom. Oba dogodka polek študentov povezujeta tudi podjetja in organizacije iz širšega okolja, kar jima daje še posebno dodatno vrednost. Univerza v Mariboru je tako s tekmovanjem EBEC del največjega evropskega inženirskega tekmovanja, ki vsako leto poteka na 87 tehniških univerzah po Evropi. Polek tega se BEST Maribor loteva tudi organizacije drugih projektov, člani pa redno obiskujejo mednarodna srečanja organizacije, izobraževanja na raznih področjih in zabavne dogodke širom Evrope.

### BEST Ljubljana
V lokalni skupini BEST Ljubljana Arhivirano 2014-03-25 na Wayback Machine. trenutno aktivno deluje 40 članov, nekaj članov pa je vključenih tudi v delo v mednarodnih komitejih organizacije BEST. Slovenskim študentom omogoča udeležbo na BEST-ovih aktivnostih, ki se skozi celo leto odvijajo po vsej Evropi.
BEST Ljubljana vsako leto organizira inženirsko tekmovanje EBEC in mednarodni tečaj, namenjen tujim študentom. 

## Lokalne BEST skupine v Evropi
| Država               | Univerze, na katerih delujejo |
| -------------------- | --- |
| Avstrija             | Graz University of Technology, Vienna University of Technology |
| Belgija              | Université Libre de Bruxelles (ULB), Vrije Universiteit Brussel, Universiteit Gent, Université Catholique de Louvain-la-Neuve, Katholieke Universiteit Leuven, Université de Liège |
| Bosna in Hercegovina | University Džemal Bijedić of Mostar |
| Bolgarija            | Technical University of Sofia |
| Hrvaška              | University of Zagreb |
| Češka                | Brno University of Technology Czech Technical University in Prague |
| Danska               | University of Aalborg, Technical University of Denmark |
| Estonija             | Tallinn University of Technology |
| Finland              | Aalto University, Tampere University of Technology |
| Francija             | École nationale supérieure d'arts et métiers (ENSAM), Grenoble Institute of Technology, Institut National des Sciences Appliquées (INSA), Institut National Polytechnique de Lorraine, CentraleSupélec, École Polytechnique, École nationale supérieure de techniques avancées (ENSTA) |
| Nemčija              | University of Erlangen-Nuremberg |
| Grčija               | National Technical University of Athens, Technical University of Crete, University of Patras, Aristotle University of Thessaloniki |
| Madžarska            | Budimpešta, University of Pannonia |
| Italija              | University of Messina, Politecnico di Milano, University of Naples Federico II, Sapienza University of Rome, University of Rome Tor Vergata, Polytechnic University of Turin |
| Islandija            | University of Iceland |
| Latvija              | Riga Technical University |
| Litva                | Kaunas University of Technology |
| Makedonija           | Ss. Cyril and Methodius University of Skopje |
| Moldavija            | Technical University of Moldova |
| Črna gora            | University of Montenegro |
| Nizozemska           | Eindhoven University of Technology, Delft University of Technology |
| Norveška             | Norwegian University of Science and Technology |
| Poljska              | AGH University of Science and Technology, Gdańsk University of Technology, Silesian University of Technology, Technical University of Łódź, Warsaw University of Technology, Wrocław University of Technology                                                                          |
| Portugalska          | New University of Lisbon, University of Coimbra, Technical University of Lisbon, University of Porto, University of Aveiro, University of the Algarve |
| Romunija             | Transylvania University of Braşov, Polytechnic University of Bucharest, Technical University of Cluj-Napoca, Gheorghe Asachi Technical University of Iaşi, "Politehnica" University of Timişoara                                                                                       |
| Rusija               | Ural Federal University, Ural State University of Railway Transport, Bauman Moscow State Technical University, Saint Petersburg State Polytechnical University |
| Srbija               | Univerza v Beogradu, Univerza v Novem Sadu, Univerza v Nišu |
| Slovaška             | Slovak University of Technology in Bratislava, Technical University of Košice |
| Slovenija            | Univerza v Ljubljani, University v Mariboru |
| Španija              | Universitat Politècnica de Catalunya, Universidad Carlos III de Madrid, Technical University of Madrid, University of Valladolid, Universidad de Las Palmas de Gran Canaria, Polytechnic University of Valencia                                                                        |
| Švedska              | Chalmers University of Technology, Lund University, Royal Institute of Technology, Uppsala University |
| Turčija              | Ege University, Istanbul Technical University, Middle East Technical University (METU), Yıldız Technical University |
| Ukrajina             | Lviv Polytechnic, Zaporizhzhya National Technical University, National Technical University of Ukraine “Kyiv Polytechnic Institute”, Vinnytsia National Technical University |

## Partnerske organizacije
BEST sodeluje z drugimi mednarodnimi študentskimi organizacijami:
- bonding-studenteninitiative e.V. [2] (iz Nemčije, od leta 1997)
- Canadian Federation of Engineering students [3] And starting with 2010, Association des États Généraux des Étudiants de l'Europe (AEGEE) is also a partner organisation of BEST.[4] (from Canada, since 2004)
- Association des États Généraux des Étudiants de l'Europe (AEGEE) [5] (since 2010)
- European Students of Industrial Engineering and Management (ESTIEM) [6] (since 2011)
- The European Law Students' Association (ELSA) [7] (since 2011)

BEST s svojimi predstavniki sodeluje v mnogih mednarodnih projektih: 
- Sputnic[8]
- VM-Base[9]
- TREE[10]
- EIE-Surveyor[11]

BEST je član naslednjih organizacij, ki sodelujejo pri izobraževanju inženirjev: 
- SEFI,
- EFEES[12]
- FEANI.[13]